# Delege'er
Delege'er (kinesiska: 德勒格尔, 德勒格尔苏木) är en socken i Kina. Den ligger i den autonoma regionen Inre Mongoliet, i den norra delen av landet, omkring 450 kilometer nordost om regionhuvudstaden Hohhot.
Genomsnittlig årsnederbörd är 430 millimeter. Den regnigaste månaden är juli, med i genomsnitt 108 mm nederbörd, och den torraste är februari, med 3 mm nederbörd.